# Monnai
Monnai település Franciaországban, Orne megyében. Lakosainak száma 265 fő (2018. január 1.). Monnai Saint-Laurent-du-Tencement, Verneusses, Heugon, Saint-Germain-d’Aunay, Sap-en-Auge és Villers-en-Ouche községekkel határos.

## Népesség
A település népességének változása:
| Lakosok száma | 319  | 324  | 269  | 197  | 227  | 215  | 236  | 239  | 243  | 265  |
|               | 1962 | 1968 | 1975 | 1982 | 1990 | 2008 | 2013 | 2015 | 2017 | 2018 |